# Mondkanker
Mondholtekanker is een vorm van kanker gelokaliseerd in de mond.

## Ontstaan

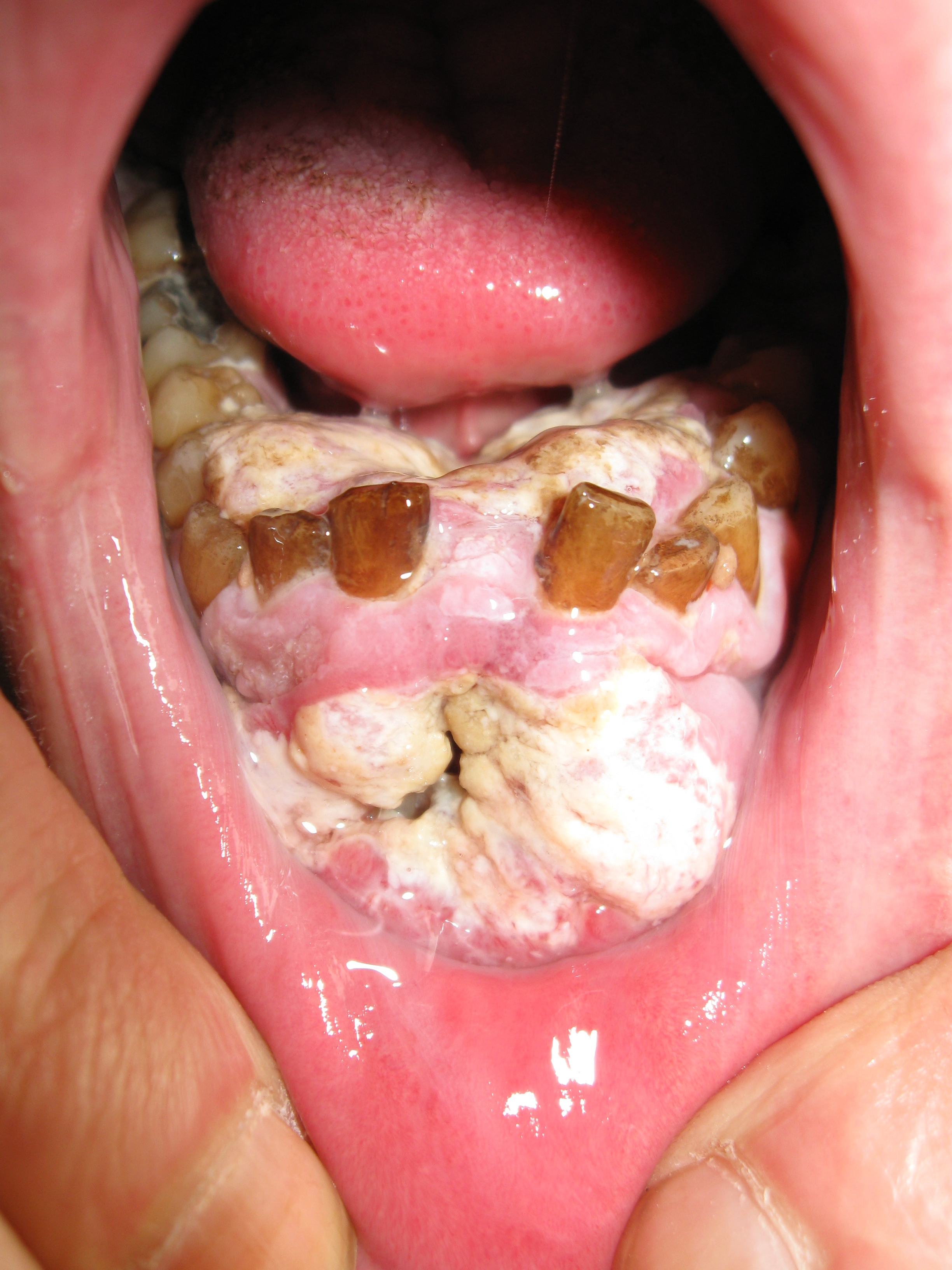
Mondkanker bij een 40-jarige mannelijke roker.

Mondholtekanker (ook mondkanker genoemd) ontstaat vaak door het overmatig gebruik van alcohol en tabak, maar ook andere factoren kunnen een rol spelen, zoals chronische irritatie van een prothese, slechte mondhygiëne en slechte voeding (bv. te weinig groenten en fruit).

## Epidemiologie
Zo'n 1% van alle kankers is van het type mondholtekanker en meer dan 80% ervan is van het type plaveiselcelcarcinoom. In Nederland gaat het elk jaar om zo'n 550 mensen, in Vlaanderen om zo'n 300 gevallen jaarlijks.
Mondkanker komt van oudsher vaker voor bij mannen dan bij vrouwen. De reden hiervan ligt in het feit dat mannen traditioneel meer tabak en alcohol gebruiken. Sinds zich hierin echter een verschuiving heeft voorgedaan, neemt ook het aantal gevallen van mondkanker onder vrouwen toe. 
De risicoleeftijd situeert zich rond middelbare leeftijd, van ca. 50 tot 70 jaar, maar ook daarboven of onder kan mondholtekanker voorkomen.

## Verloop
Vaak ontstaat een premaligne letsel, een letsel dat kan overgaan in een invasief (de 'diepte' in groeiend) carcinoom (kanker). Onder de voorstadia schaart men o.a. leukoplakie (een wit letsel), erythroplakie (een rood letsel, niet door ontsteking ontstaan) en een gemengde vorm erythroleukoplakie. Een premaligne letsel is niet altijd aanwezig, de kanker kan ook ontstaan zonder premaligne afwijkingen.
Als mondholtekanker zich uitzaait, dan doet het dat als eerste naar lymfeklieren direct in de buurt van de tumor. In principe zaait deze tumor zich in eerste instantie  uit naar de bovenste lymfeklierstations van de hals, aan de kant waar zich ook de tumor zelf bevindt. Hierna zullen de kankercellen zich verspreiden naar de lager gelegen lymfeklieren in de hals en in weer een later stadium ook naar de longen. Zodra er sprake is van een of meerdere uitzaaiingen in de longen, is genezing niet meer mogelijk. Uitzaaiingen in de hals kunnen in principe nog wel behandeld worden.

## Verschijningsvorm
Mondholtekanker kent de volgende uiteenlopende verschijningsvormen:
- als een ulcus (of zweer)
- als een leuko- of erythroplakie (een wit- of rood verkleuring van het slijmvlies, veelal een voorstadium van mondholtekanker)
- als een onderhuidse zwelling (ter hoogte van de kaken, wang of hals; in geval van de hals zal dan sprake zijn van een uitzaaiing in een lymfeklier)
- als een exofytisch letsel ('bult' in de mond)

## Symptomen
Vaak komen volgende symptomen voor: 
- Pijn: meestal begint deze vorm van kanker zonder pijn; indien er ingroei in zenuwen is, zal pijn optreden
- Een zweer of gezwel in de mond die niet geneest
- Opgezette lymfeklieren zouden kunnen duiden op een uitzaaiing
- Slikklachten of slikpijn: slikken kan moeilijk gaan door mechanische storing of door pijn
- Witte en/of rode vlekken van het mondslijmvlies die niet verdwijnen zijn verdacht
- Trismus ofwel 'kaakklem'; dit komt alleen voor in een vergevorderd stadium van mondholtekanker; meestal zijn er eerder andere klachten

## Voorkomen
Kanker van de mondholte komt vooral voor in het voorste 2/3 deel van de tong en de mondbodem. In mindere mate is het slijmvlies (tandvlees) van de kaakrand ('processus alveolaris'), het omhooglopende deel van de onderkaak ('trigonum retromolare'), het harde gehemelte ('palatum durum'), het wangslijmvlies en de binnenzijde van de lippen aangedaan.

## Behandeling
In principe wordt een tumor in de mondholte chirurgisch (door middel van een operatie) verwijderd. In bijna alle gevallen (en zeker wanneer de tumor meer dan 2 centimeter in doorsnede meet) wordt ook een halsoperatie verricht, waarbij een (beperkt) deel van de lymfeklieren van de hals aan de kant, waar zich ook de tumor bevindt, verwijderd wordt. Dit wordt gedaan aangezien bij ongeveer 30% van de mensen waarbij voorafgaand aan de operatie geen aanwijzingen gevonden zijn (met behulp van bijvoorbeeld echografie van de hals) voor uitzaaiingen naar de lymfeklieren, er door middel van deze operatie toch uitzaaiingen aangetoond worden.
Op basis van de microscopische beoordeling van de verwijderde tumor en halsklieren wordt besloten of er nog een nabestraling (radiotherapie) plaats dient te vinden.
Chemotherapie bij mondholtekanker wordt eigenlijk alleen gegeven in specifieke situaties en is een uitzondering op de bovenstaande 'regel'.